# Nemaliophycidae
Nemaliophycidae T. Christensen, 1978, 2004, segundo o sistema de classificação de Saunders e Hommersand (2004), é o nome botânico de uma subclasse de algas vermelhas da classe Florideophyceae, subfilo Eurhodophytina.

## Táxons inferiores
Ordem 1: Acrochaetiales Feldmann, 1953
Ordem 2: Balbianiales R.G. Sheath & K.M. Müller
Ordem 3: Balliales H.-G. Choi, G.T. Kraft, & G.W. Saunders, 2000
Ordem 4: Batrachospermales Pueschel & K.M. Cole 1982
Famílias: Batrochospermaceae, Lemaneaceae, Psilosiphonaceae
Ordem 5: Colaconematales J.T. Harper & G.W. Saunders, 2002
Ordem 6: Corallinales P.C. Silva & H.W. Johansen, 1986
Famílias: Corallinaceae, Sporolithaceae
Ordem 7: Nemaliales Schmitz in Engler, 1892
Famílias: Galaxauraceae, Liagoraceae
Ordem 8: Palmariales Guiry & D.E.G. Irvine in Guiry 1978
Famílias: Palmariaceae, Rhodophysemataceae, Rhodothamiellaceae
Ordem 9: Rhodogorgonales S. Fredericq, J.N. Norris, & C. Pueschel, 1995
Ordem 10: Thoreales K.M. Müller, A.R. Sherwood, C.M. Pueschel, R.R. Gutell, R.G. Sheath, 2002
- O sistema de classificação de Yoon et a. (2006) não incluiu esta subclasse. Transferiu as ordens e  famílias desta subclasse para a classe Florideophyceae, subfilo Rhodophytina.